# Marin (vent)
Pour les articles homonymes, voir Marin.
Le marin est un vent de secteur sud ou sud-est qui souffle sur le golfe du Lion et la Provence.

## Généralités
Le terme « marin » est utilisé en français pour désigner de façon générique des vents soufflant depuis la mer Méditerranée sur la France méridionale. Le nom vient du latin mare, « mer ». Généralement de secteur sud à sud-est, il monte au-delà des Cévennes et du Massif central à l'ouest, et au pied des Alpes-de-Haute-Provence à l'est.
Le marin est associé à l'arrivée du front chaud d'une dépression sur la région. C'est un vent humide — il se charge en humidité au-dessus de la mer Méditerranée — et doux. Il est accompagné de pluies et peut lever une mer forte.

## Le marin provençal
Le marin, ou miéjour, est un air tropical continental.
En raison des hautes pressions sur le bassin algéro-provençal en Méditerranée et basses pressions sur l'Europe du nord, c'est un vent chaud de secteur sud. Sa vitesse moyenne est de 40 km/h, avec des pointes en rafale pouvant atteindre plus de 130 km/h.
Le vent prend source dans la zone « Sardaigne » en mer Méditerranée, et sa zone d'influence recouvre le littoral provençal, depuis la Camargue jusqu'à Saint-Raphaël. Le marin traverse le Var, les Bouches-du-Rhône, le Gard, puis le Vaucluse, la Drôme et les Alpes-de-Haute-Provence. Son cours fait 200 km de large pour 200 km de long.
C'est le « vent qui vient de la mer », le « vent du Midi », très sec l'été et très humide l'hiver. Les périodes d'équinoxe peuvent entraîner des tempêtes, de plus en plus fréquentes depuis plusieurs années : en 1999 et 2000, ont notamment été relevées au mont Ventoux des pointes à plus de 130 km/h.

## Le marin languedocien
Le marin languedocien est un air tropical continental.
En raison des hautes pressions sur le golfe de Gênes et la Corse, et basses pressions sur l'Aquitaine et la Gascogne, c'est un vent chaud de secteur sud-est. Sa vitesse moyenne est de 50 km/h, avec un record enregistré à Sète de 165 km/h.
Le vent prend source dans le golfe du Lion. Avec le cers, le grégal, l'autan et la tramontane, c'est un des vents dominants du Languedoc. Il arrose les Corbières, le Minervois, le Lauragais et le Gaillacois, jusqu'aux Causses et au Ségala. 
Il entre par le littoral du golfe du Lion occidental, entre Montpellier et Port Leucate, traverse l'Hérault, l'Aude, le Tarn, le sud de l'Aveyron et la Haute-Garonne septentrionale avant de disparaitre dans le Quercy méridional. Son cours fait 100 km de large pour 190 km de long.